# NGC 7739
NGC 7739 ist eine Elliptische Galaxie vom Hubble-Typ E2 im Sternbild Fische auf der Ekliptik. Sie ist schätzungsweise 302 Millionen Lichtjahre von der Milchstraße entfernt und hat einen Durchmesser von etwa 100.000 Lj.

Im selben Himmelsareal befindet sich die Galaxie NGC 7738.
Das Objekt wurde im Jahr 1865 von Gaspare Stanislao Ferrari entdeckt.